# Jean-Paul Pinsonneault
Pour les personnes ayant le même patronyme, voir Pinsonneault.
Jean-Paul Pinsonneault, né en 1923 à Waterloo dans la province de Québec et mort en 1978, est un écrivain québécois de langue française, romancier, dramaturge et critique littéraire, qui a dit, un jour :
« Il y a des instants qu'on voudrait voir durer la vie entière. Cela tient à une secrète plénitude, à un mystérieux apaisement en nous de l'inquiétude, cette autre forme du désir ».

## Biographie
Jean-Paul Pinsonneault a exercé de 1961 à 1974 comme directeur littéraire aux éditions Fides à Montréal, où il dirige la collection "Écrivains canadiens d’aujourd’hui", ainsi que de 1952 à 1954 la revue Lectures. Revue mensuelle de bibliographie critique, où il publie des articles de critique littéraire.
Les terres sèches est l'un des premiers romans au Québec qui aborde directement des thèmes LGBT
Le fonds d’archives Jean-Paul Pinsonneault est conservé au centre d’archives de Montréal de Bibliothèque et Archives nationales du Québec.

## Œuvres

### Romans
- Le mauvais pain, Montréal et Paris, Fides (collection « La Gerbe d'or »), 1958, 113 p.[5]
- Jérôme Aquin : roman, Montréal, Beauchemin, 1960, 210 p.[6]
- Les abîmes de l'aube, Montréal, Beauchemin, 1962, 174 p.[7]
- Les terres sèches, Montréal, Beauchemin, 1964, 305 p.[8]

### Théâtre
- Terre d'aube : pièce en deux actes, Montréal et Paris, Fides, 1967, 165 p. : pièce de théâtre créée le 26 juin 1967 à Montréal, mise en scène par Jean Faucher au Théâtre du Rideau vert, dans le cadre du Festival Mondial de l’Exposition universelle[9],[10].

### Articles, critiques littéraires
- « Le Théâtre du Nouveau Monde, ou, Le sens d'un accueil », Lectures. Revue mensuelle de bibliographie critique, vol. 8, no 3,‎ novembre 1951, p. 130-131.
- « "Évadé de la nuit" d'André Langevin », Lectures, vol. 8, no 4,‎ décembre 1951, p. 173-176.
- « "Les vendeurs du temple" d'Yves Thériault », Lectures, vol. 8, no 20,‎ janvier 1952, p. 218-220.
- « Les "comics", denrées infectes », Lectures, vol. 8, no 9,‎ mai 1952, p. 401-405.
- « "L'ampoule d'or" de Léo-Paul Desrosiers », Lectures, vol. 9, no 4,‎ décembre 1952, p. 149-154.
- « Poésie complètes d'Émile Nelligan », Lectures, vol. 9, no 5,‎ janvier 1953, p. 198-203.
- « L'oeuvre de Ringuet ou la quête d'un bonheur fuyant », Lectures, vol. 9, no 9,‎ mai 1953, p. 385-395.
- « "Profil de l'original" d'Andrée Maillet », Lectures, vol. 9, no 7,‎ mars 1953, p. 294-297.
- « Germaine Guèvremont, peintre de l'âme paysanne et poète terrien », Lectures, vol. 10, no 3,‎ novembre 1953, p. 97-107.
- « L'édition littéraire chez Fides. Principes et réalisations », Lectures, vol. 10, no 10,‎ juin 1964, p. 249, 260-261.

## Prix littéraires
- 1963 - Prix Québec-Paris, Les Terres sèches.
- 1964 - Prix du Gouverneur général, Les Terres sèches.
- 1968 - Prix David, Terre d'aube.